# Feczesin Kristóf
Feczesin Kristóf (Budapest, 1993. március 18. –) magyar színművész.

## Életpályája
2011-ben érettségizett a Vörösmarty Mihály Gimnáziumban. 2011–2016 között a Színház- és Filmművészeti Egyetem hallgatója volt. 2016-tól a Miskolci Nemzeti Színház tagja.

## Színházi szerepei

### Miskolci Nemzeti Színház
- Feketeszárú cseresznye – Nikolics
- A revizor – Hlopov tanfelügyelő
- A miniszter félrelép – Ronnie
- Gyévuska – Gyévuska
- A tatárok Magyarországban – szereplő
- A szálemiek – szereplő
- Ivanov – szereplő
- Hedda Gabler – szereplő
- Vojáger – Pál, aki nem érzi jól magát (egyébként kórista)
- Kasimir és Karoline – Schürzinger
- Hermelin – Trevisán Gyula, fodrász
- Déjá Vu – szereplő
- Ördögök – Kirilliov
- SzentivánéjiÁ! – Demetrius
- Bál a Savoyban – Jacob Wilson, ügyvéd
- Szerelmes Shakespeare – Marlow
- M. A. naplója – Oszkár
- Betörő az albérlőm – Louis Harvey
- A velencei kalmár – Lorenzo
- Három nővér – Tusenbach
- Édes Anna – Kosztolányi
- Ruy Blas – Don César de Bazan
- Kabaré – szereplő
- Jó embert keresünk – III. Isten
- Csongor és Tünde – Éj
- Játék a kastélyban – Ádám
- Ahogytetszik – Jakab (Sir Rowland de Bois fia)
- Bűn és bűnhődés – Raszkolnyikov
- Az ember tragédiája – szereplő
- Kivilágos kivirradtig – Kádár Pista (legátus)
- A nagy Romulus – Phylax, színész

## Filmes és televíziós szerepei
- Egynyári kaland (2017) ...Srác
- Testről és lélekről (2017) ...Lajos
- Az unoka (2021)